# Gare de Saint-Clair - Les Roches
Gare de Saint-Clair - Les Roches vasútállomás Franciaországban, Saint-Clair-du-Rhône településen.

## Vasútvonalak
Az állomást az alábbi vasútvonalak érintik:
- Párizs–Marseille-vasútvonal

## Kapcsolódó állomások
A vasútállomáshoz az alábbi állomások vannak a legközelebb:
- Gare de Vienne
- Gare du Péage-de-Roussillon